# Ульяновский автомобильный завод
Улья́новский автомоби́льный заво́д (ООО «Ульяновский автомобильный завод», ранее «Ульяновский дважды удостоен ордена Трудового Красного Знамени автомобильный завод имени В. И. Ленина», «Ульяновский завод имени И. В. Сталина», аббревиатуры УльЗИС, УАЗ, UAZ) — предприятие в Ульяновске, основано в июле 1941 года, входит в состав автомобильного холдинга «Соллерс» (бывший «Северсталь-авто»).
Является российским производителем полноприводных автомобилей: внедорожников, лёгких грузовиков и микроавтобусов.
20 августа 1966 года и 16 февраля 1976 года завод был награждён орденами Трудового Красного Знамени. 15 апреля 1970 года Совет Министров РСФСР принял постановление, которым заводу присвоил имя В. И. Ленина.
Слоган — «УАЗ — природа движения», для зарубежных рынков «UAZ — Natural Drive».
В ноябре 2021 года Соллерс Авто приступила к одному из финальных этапов реорганизации завода с учётом перспективы партнёрства с глобальным автомобильным брендом. Из структуры ООО «Ульяновский автомобильный завод» было выведено ООО «Промфининвест» под руководством CFO «Соллерс» Елены Фроловой.
Из-за вторжения России на Украину, находится под международными санкциями всех стран Евросоюза, Украины и Швейцарии

## История предприятия

### Предыстория
Во время Великой Отечественной войны руководством СССР было принято решение об эвакуации московского автозавода ЗИС. Часть завода (автосборочное производство) была эвакуирована в Ульяновск в июле 1941 года. 20 октября 1941 года сюда прибыли из Москвы первые специалисты, а в мае 1942 года предприятие начало выпуск автомобилей ЗИС-5В, через 2 месяца предприятие выпускало до 30 грузовиков в сутки.
22 июня 1943 года Государственный комитет обороны принял решение о строительстве в Ульяновске автомобильного завода на базе эвакуированных мощностей ЗИСа. К маю 1943 года был собран первый опытный образец 4-тонного грузовика — УльЗИС-253. В конце 1944 года выпуск ЗИС-5В был передан на автозавод в Миассе, а заводу было поручено освоить и наладить выпуск автомобилей марки ГАЗ-ММ.
С 26 октября 1947 года предприятие собирало грузовики ГАЗ-ММ и ГАЗ-АА, с декабря 1954 года — ГАЗ-69, а с 1956 года изготавливало ГАЗ-69 и ГАЗ-69А из узлов собственного производства.
- УАЗ-ЗИС-5В (годы выпуска 1942-1944). Музей УАЗа.
- УАЗ-ГАЗ-АА (годы выпуска 1947-1951). Музей УАЗа.
- УАЗ-ГАЗ-69. (годы выпуска 1954-1972). Музей УАЗа.

В 1951 году завод прекращает производство «полуторок» ГАЗ-ММ и его передают в совершенно другую отрасль — радиопромышленности, переименовывают в «Государственный Союзный завод п/я 80» и он начинает производство военных радиолокаторов. Однако уже в 1954 году завод вновь передается в распоряжение Минавтопрому и на УАЗе создаётся свой отдел главного конструктора. С Горьковского автозавода передают производство внедорожников ГАЗ-69 и ГАЗ-69А. В 1956 году прекратилась сборка ГАЗ-69 в ГАЗ, и ГАЗ-69 стали производить лишь на УАЗе.

### Самостоятельные разработки
Практически одновременно, с освоением горьковских внедорожников, в ОГК завода начинается разработка собственных автомобилей. Техническое задание предусматривало лёгкий полноприводной санитарный автофургон и лёгкий грузовой автомобиль с кабиной над двигателем. В 1958 году завод приступил к освоению и выпуску автомобилей УАЗ-450 (фургон), УАЗ-450 А (санитарная) и УАЗ-450 Д (грузовик). В 1959 году ульяновские автомобили вышли на мировой рынок. В мае 1966 года в Москве грузовой автомобиль УАЗ-452Д был удостоен Золотой медали ВДНХ. С конца 1950-х годов завод разрабатывал новое поколение внедорожников, первоначально получивших индекс 460, а немного позднее 469. После ряда испытаний продлившихся несколько лет, к 1966 году было рекомендовано их производство, однако в связи с задержкой у смежников и реконструкцией автозавода, производство новых автомобилей было освоено лишь через 6 лет.
15 декабря 1972 года с конвейера Ульяновского автозавода сошли первые УАЗ-469 и УАЗ-469Б. Миллионный автомобиль сошёл с конвейера завода 18 февраля 1974 года. В 1985 году вездеходы были модернизированы и, согласно новой классификации, получили индексы 3151 и 31512. Выпускались в модификациях 31514, 31519 и других до 2005 года. С 1999 года также выпускалась удлинённая модификация УАЗ-3159 «Барс».
В 1970-е годы завод разрабатывал внедорожник-амфибию УАЗ-3907 «Ягуар», однако её производство так и не было начато. В это же время велись работы и над грузовым автомобилем УАЗ-455Д грузоподъёмностью 1200 кг.
В 1980-е годы началась разработка новой модельной линии более крупных внедорожников УАЗ-3170 и УАЗ-3172, которые должны были заменить предыдущие модели 469 и 469Б, но в серийное производство они не пошли. В середине 1980-х завод построил опытные образца полуторатонных перспективных автомобилей разработанных в НАМИ, однако сам завод отказался от них и их производство было запланировано в Азербайджанской ССР на так и не состоявшемся Кировобадском автозаводе (КиАЗ).
В 1988 году завод освоил производство охотничьих капканов.

### С конца 1980-х
Незадолго до распада СССР, ещё с конца 1980-х совместно с АвтоВАЗ разрабатывался гражданский внедорожник повышенной комфортабельности, но разработанный в начале 1990-х УАЗ-3160 вышел только в 1997 году. C 2000 года начала выпускаться доработанная и удлинённая модель УАЗ-3162 «Симбир». А с 2005 года его улучшенная версия УАЗ Патриот.
С ноября 2014 года во всех официальных дилерских центрах УАЗ стартовали продажи обновлённой модели УАЗ Патриот. С 2017 года освоено производство грузовой модели УАЗ Профи, на базе которого в 1-м квартале 2022 года будет представлен электрогрузовик EVM PRO вместе с производителем «Электромобили Мануфэкчуринг рус». В 2022 году УАЗ «Пикап» по итогам первых 6 месяцев года стал лидером продаж в своем сегменте в России.
В 2023 году автозавод выпустил 39 453 машины — на 15 % больше, чем годом ранее: семейство СГР (14 745 шт.), внедорожник УАЗ «Патриот» (11 853 шт.), легкий грузовик УАЗ «Профи» (5 198 шт.), и пикап УАЗ «Пикап» (4579 шт.), традиционный внедорожник «Хантер» (1037 шт.), кроме того, в 2023 году 1840 автомобилей УАЗ было реализовано на внешних рынках.
В 2024 году в России продано 35 975 машин: семейство СГР (14 813 шт.), УАЗ «Патриот» (9 839 шт.), УАЗ «Пикап» (5 453 шт.) и легкий грузовик «Профи» (5 334 шт.), внедорожник «Хантер» (536 шт.).

## Структура собственности
Контрольный пакет акций предприятия (100 %) принадлежит ПАО «Соллерс».

## Деятельность

### Дочерние компании
| Наименование                        | Деятельность                        | Доля |
| ----------------------------------- | ----------------------------------- | ---- |
| ООО «УАЗ-Автокомпонент»             | автокомпоненты                      | 50 % |
| ООО "УАЗ-Штамповочное производство" | производство рам и кузовных деталей | 100% |

## Санкции
3 июня 2022 года, на фоне вторжения Российской федерации на территорию Украину, завод внесен в санкционные списки Евросоюза так как «поставляет вооруженным силам Российской Федерации автомобили УАЗ Патриот, которые использовались российской армией во время  военной агрессии против Украины, поэтому он материально поддерживает и получает выгоду от правительства Российской Федерации, которое несет ответственность за аннексию Крыма и дестабилизацию Украины». Позднее, по аналогичному основанию, завод был включён в санкционные списки Украины и Швейцарии.

## Модельный ряд

### Разработанные самостоятельно; ранее выпускались
- УАЗ-450 — семейство лёгких полноприводных грузо-пассажирских автомобилей (лёгких грузовиков, фургонов, микроавтобусов) повышенной проходимости, первая модель собственной разработки, выпускавшиеся с 1958 по 1965 год.
- УАЗ-451 — семейство лёгких заднеприводных грузо-пассажирских автомобилей (лёгких грузовиков, фургонов, микроавтобусов) повышенной проходимости. Единственная серийная моноприводная (заднеприводная) модель.
- УАЗ-469 — 5-дверный легковой внедорожник. Заменил ГАЗ-69. Выпускался с 1972 по 2007 год, а также ограниченной серией с 2010 по январь 2011 года. Модификация УАЗ-31512 выпускалась с 1972 по 2005 год, модификация УАЗ-31514 выпускалась с 1993 по 2003 год, модификация УАЗ-31519 выпускалась с 1997 по 2003 год.
- УАЗ-3907 «Ягуар» — плавающий автомобиль повышенной проходимости на основе УАЗ-469, выпускался мелкими партиями с 1976 по 1990 год.
- УАЗ-3153 — удлинённая длиннобазная модификация УАЗ-469. Выпускался мелкими партиями с 1996 по 2010 год.
- УАЗ-3160 — 5-дверный легковой внедорожник. Выпускался с 1997 по 2004 год.
- УАЗ-3150 «Шалун» — малосерийная модификация УАЗ-469, укорочена на 380 мм. Выпускался в 1999 году.
- УАЗ-3159 «Барс» — удлинённая длиннобазная модификация УАЗ-469. Выпускался с 1999 по 2010 год.
- УАЗ-3162 — удлинённая модификация УАЗ-3160. Выпускался с 1999 по 2005 год.
- УАЗ-Скорпион — 3-дверный бронеавтомобиль на базе УАЗ-31514, расширен на 27 см, также расширены передняя и задняя колея. Выпускался корпорацией «Защита» мелкими партиями в 2003 году.
- УАЗ-2360 — малотоннажный грузовой автомобиль повышенной проходимости на базе УАЗ-3162. Выпускался мелкими партиями с 2004 по 2005 год.

### Разработанные самостоятельно, выпускаемые в настоящее время
- УАЗ-452
- УАЗ Хантер
- УАЗ Патриот
- УАЗ Пикап
- УАЗ Карго
- УАЗ Профи
- Специальный автомобиль групп разминирования на базе пикапа УАЗ-2363

- УАЗ СГР;(ранее УАЗ-452) УАЗ-3303 — семейство лёгких полноприводных грузо-пассажирских автомобилей (лёгких грузовиков, фургонов, микроавтобусов) повышенной проходимости, выпускающихся с 1965 года.
- УАЗ Хантер — 5-дверный легковой внедорожник. Заменил УАЗ-469. Выпускается с 2003 года.
- УАЗ Патриот — 5-дверный внедорожник и пикап повышенной проходимости. Выпускается с 2005 года.
- УАЗ Карго —  коммерческий пикап на базе УАЗ-3163, но с удлинённой до 3000 мм колёсной базой. Не стоит путать с УАЗ Профи, он более серьезнее подготовлен к грузоперевозкам. Для сравнения: грузоподъёмность модели «Карго» составляет 725 кг (макс.), а «Профи» от 1510 кг, к тому же усилена рама.
- УАЗ Профи — малотоннажный грузовой автомобиль повышенной проходимости на базе УАЗ Патриот.

### Выпускаемые и выпускавшиеся на заводе автомобили под другими марками
- ЗИС-5В — военная модификация грузовика ЗИС-5, производства ЗИС, выпускавшиеся (В Ульяновске) с 1942 по 1944 год.
- ГАЗ-ММ-В — грузовики производства ГАЗ, выпускавшиеся с 1947 по 1951 год, а также ограниченной серией в 1956 году.
- ГАЗ-69 — компактный внедорожник производства ГАЗ, выпускавшиеся в Горьковском автозаводе с 1953 по 1956 год, а в Ульяновском автозаводе с 1954 по 1972 год.

## Известные люди завода
- Салатов Виктор Арсентьевич — Герой Социалистического Труда, шлифовщик Ульяновского автозавода.
- Трубачёва Мария Ивановна — Герой Социалистического Труда, токарь Ульяновского автозавода.
- Чернов Александр Николаевич — Герой Социалистического Труда, расточник Ульяновского автозавода.
- Крашенинников Виктор Григорьевич — Герой Социалистического Труда, фрезеровщик Ульяновского автозавода.
- Яшин Лев Иванович — Герой Социалистического Труда, Олимпийский чемпион 1956 года и чемпион Европы 1960 года. Работал на заводе слесарем третьего разряда с осени 1943 до начала 1944 гг.[19]
- Тихонов Михаил Иванович — Герой Советского Союза. Работал секретарём комитета комсомола автозавода.
- Маркелов Владимир Андреевич — Герой Советского Союза. Работал столяром автозавода.
- Самсонов Юрий Григорьевич — советский хозяйственный, государственный и политический деятель. Работал на заводе от слесаря до начальника цеха.
- Пинков Александр Петрович — до 2011 года — глава муниципального образования «Город Ульяновск». Прошёл путь от контролёра до директора по производству предприятия.
- Бурмистров Иван Николаевич — Герой Советского Союза, работал токарем завода.
- Аблуков Александр Михайлович — участник Великой Отечественной войны, полный кавалер ордена Славы. Работал слесарем на заводе.
- Иоффе Александр Исаакович — советский инженер-конструктор, с 1951 по 1966 год — начальник сектора, начальник отдела ОКБ, главный инженер, начальник ОТК, главный инженер Ульяновского автозавода.
- Власов Константин Васильевич — советский хозяйственный, государственный и политический деятель. Работал директором УАЗа.
- Исаев Юрий Алексеевич — генеральный директор (1986—1992).
- Долматовский, Юрий Аронович — работал конструктором с 16 октября 1941 года по 1943 год. Разработал кабину для УльЗИС-253[20].
- Щеколдин Валерий Петрович — советский, российский фотограф, фотожурналист. С 1965 по 1972 год работал конструктором на заводе.
- Мирзоев Георгий Константинович — работал конструктором.
- Вавилин Дмитрий Александрович — мэр города, работал инженером[21].
- Малышев Валерий Васильевич — российский общественный и политический деятель. Прокурор Ульяновской области с 2000 по 2013 год. Председатель Законодательного собрания Ульяновской области. Работал на УАЗе техником.
- Чиженков Николай Николаевич — Герой Советского Союза (1945). Работал на УАЗе контролёром ОТК.
- Шапошник Борис Львович — советский конструктор автомобилей, Герой Социалистического Труда, лауреат Ленинской премии и Государственной премии СССР, заслуженный деятель науки и техники БССР, доктор технических наук. В 1941 — 1943 гг. работал главным конструктором завода[22].
- Егуткин Аркадий Ефимович — советский и российский художник, народный художник РФ (2011), работал на автозаводе технологом-литейщиком[23].
- Маслов Иван Дмитриевич — советский хозяйственный и политический деятель. В 1967—1978 гг. — директор, генеральный директор ПО  «АвтоУАЗ».
- Пашин Михаил Андреевич — советский хозяйственный, государственный и политический деятель, начальник производства УАЗ (1946—1950).
- Антонов Вячеслав Александрович — российский автор и исполнитель песен. Участник Первой чеченской войны, работал на заводе.
- Давыдов Иван Алексеевич — заместитель главного конструктора 1954 г.

## Спортивная деятельность
При заводе есть спортивный комплекс «Торпедо», действует футбольная команда «Торпедо», которая выступает на Кубок Ульяновской области и чемпионат Ульяновской области. Хоккейная команда «Торпедо» (с 1957 г.)  участвовала в Чемпионатах РСФСР по хоккею с шайбой и чемпионатах СССРшайбой. Воспитанники ДЮСШ «Торпедо» стали известными спортсменами: Журавлёв Сергей (пауэрлифтинг), Фёдоров Юрий Иванович (хоккеист), Мишин Николай Петрович, Фокин Юрий Ефимович, Седышев Сергей Викторович, Подкопаева Анна Николаевна.

## Завод в филателии
- 1974 г. Почта СССР — ГАЗ-АА, который с 1947 по 1951 года и ограниченной партией в 1956 году. выпускал УАЗ.
- 12.04.1991 года Министерством связи СССР издан художественный маркированный конверт — «50 лет. Ульяновский автомобильный завод имени В. И. Ленина»[25].
- В 2003 году Почта России выпустила почтовую марку с изображением УАЗ и конвейер завода.
- В 2007 году Почта России выпустила почтовую марку, посвящённую автомобилю ЗИС-5В, который с 1942 по 1944 гг. выпускал УльЗИС.
- В 2012 году на почтовой марке России из серии «Оружие Победы» — автомобиль ЗИС-5В, который с 1942 по 1944 гг. выпускал УльЗИС.
- В 2012 году на почтовой марке России из серии «Оружие Победы» — автомобиль ГАЗ-АА, который с 1947 по 1956 гг. выпускал УАЗ.
- В 2015 году Почта России выпустила почтовую марку с изображением УАЗ.

- Почта России, 2007 г. ЗИС-5В, выпускался с 1942 по 1944 гг.
- ЗИС-5В на почтовой марке России 2012 года из серии «Оружие Победы» (ЦФА [АО «Марка»] № 1570).
- Почта СССР, 1974 г. ГАЗ-АА. (Выпускал УАЗ с 1947 по 1956 г.).
- Почта России, 2012 г. ГАЗ-АА. Выпускал УАЗ с 1947 по 1956 г.
- Почта России, 2003 г. Конвейер УАЗа.
- Почта России, 2015 г. УАЗ-452.
- ХМК СССР, 1991 г. 50 лет Ульяновскому автомобильному заводу им. В. И. Ленина.